# Small Form-factor Pluggable
Small Form-factor Pluggable (kurz: SFP, umgangssprachlich auch Mini-GBIC) sind kleine, standardisierte Module für Netzwerkverbindungen (INF-8074i).
SFP ist eine Spezifikation einer Generation von modularen optischen oder elektrischen Transceivern. Diese Geräte sind als Verbindungsstecker für schnelles Ethernet, Fibre Channel und SONET konstruiert. Die ursprüngliche Spezifikation ist für bis zu 5 Gbit/s (Gigabit/Sekunde) definiert.
SFP-Module passen in einen SFP-Cage und sind einfach und schnell austauschbar (hot swappable). Netzwerkgeräte können daher leicht auf andere Medien umgestellt werden und sind im Falle eines Defektes schnell repariert. SFPs sind kleiner und platzsparender als GBICs und ermöglichen dadurch die Herstellung von Geräten mit deutlich größeren Portdichten.

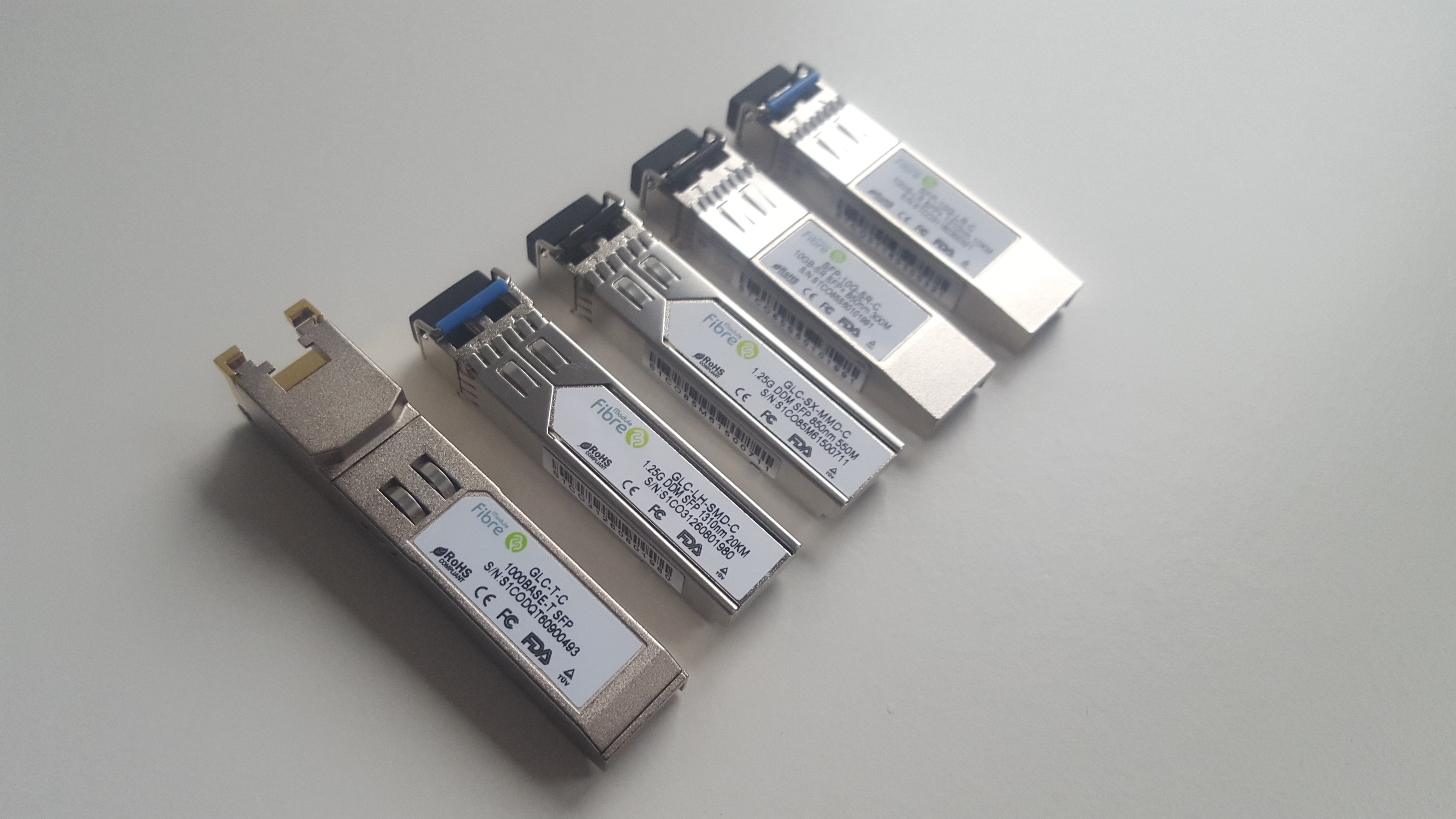
Verschiedene SFP-Module mit blauen sowie schwarzen Entriegelungshebeln und schwarzen Schutzkappen, ganz links der SFP-Adapter auf RJ45

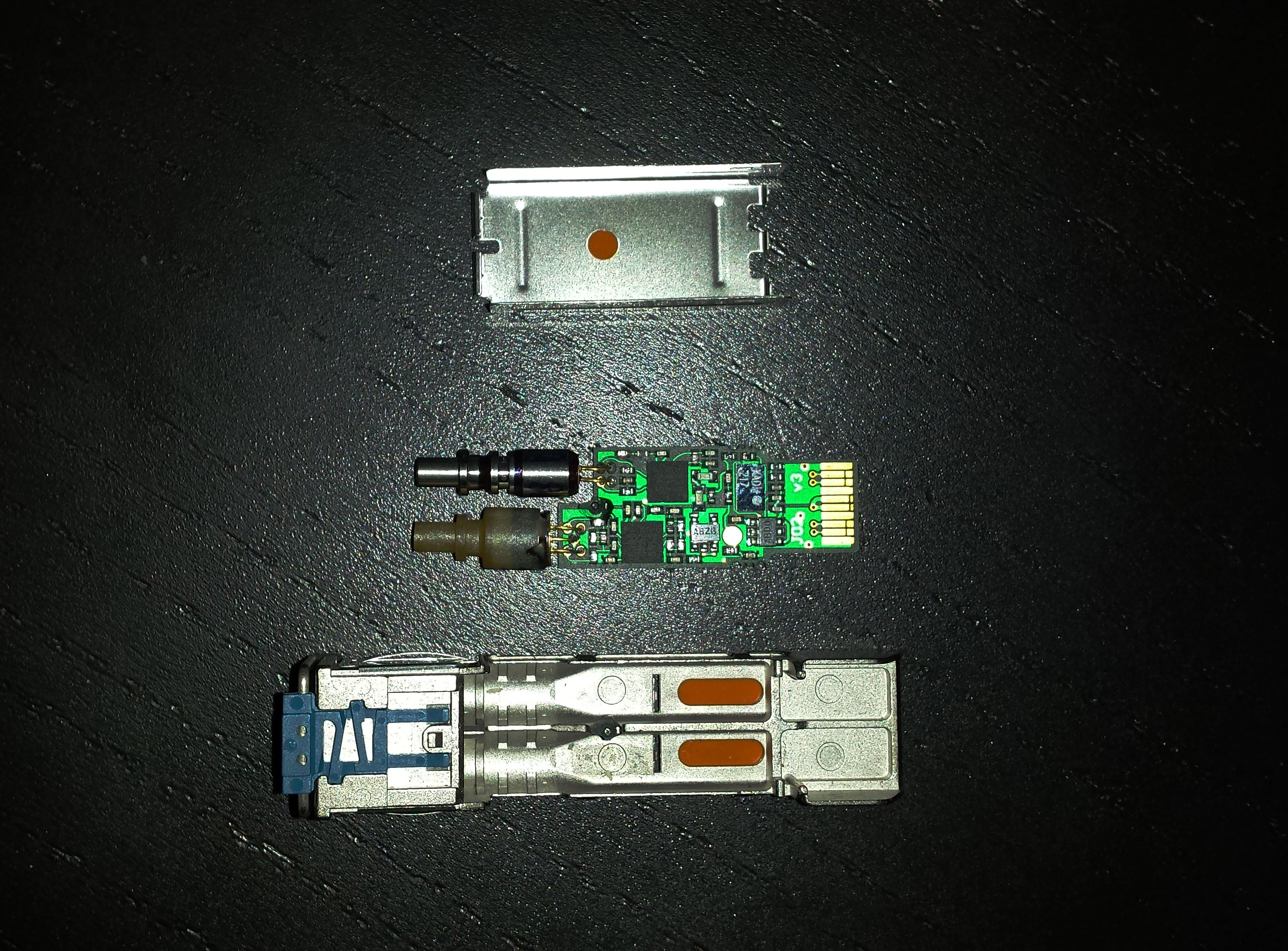
Zerlegtes SFP-Modul

Je nach Leitungstyp (Multimode- oder Monomodefaser), Wellenlänge (850 nm, 1310 nm, 1550 nm oder CWDM – typischerweise zwischen 1311 und 1611 nm) und Datenrate sind die SFPs in unterschiedlichen Ausführungen erhältlich. Standardmäßig wird dabei der LC-Stecker verwendet. Module für Multimode-Faser haben einen schwarzen, manchmal auch beigen Entriegelungshebel, Module für Singlemode-Faser einen blauen.
Weiterhin existieren SFP-Module, die statt einem Faserpaar nur eine einzelne Faser benötigen („BX-Optik“). Die Sende- und Empfangsrichtung wird dabei über zwei unterschiedliche Wellenlängen realisiert.
Zur Erweiterung der Schnittstellenvielfalt im System gibt es außerdem SFP-Module mit ausgangsseitiger RJ45-Buchse für TP-Verbindungen (1000BASE-T) anstatt einer LC-Buchse.

## Verwendung mit Gigabit-Ethernet

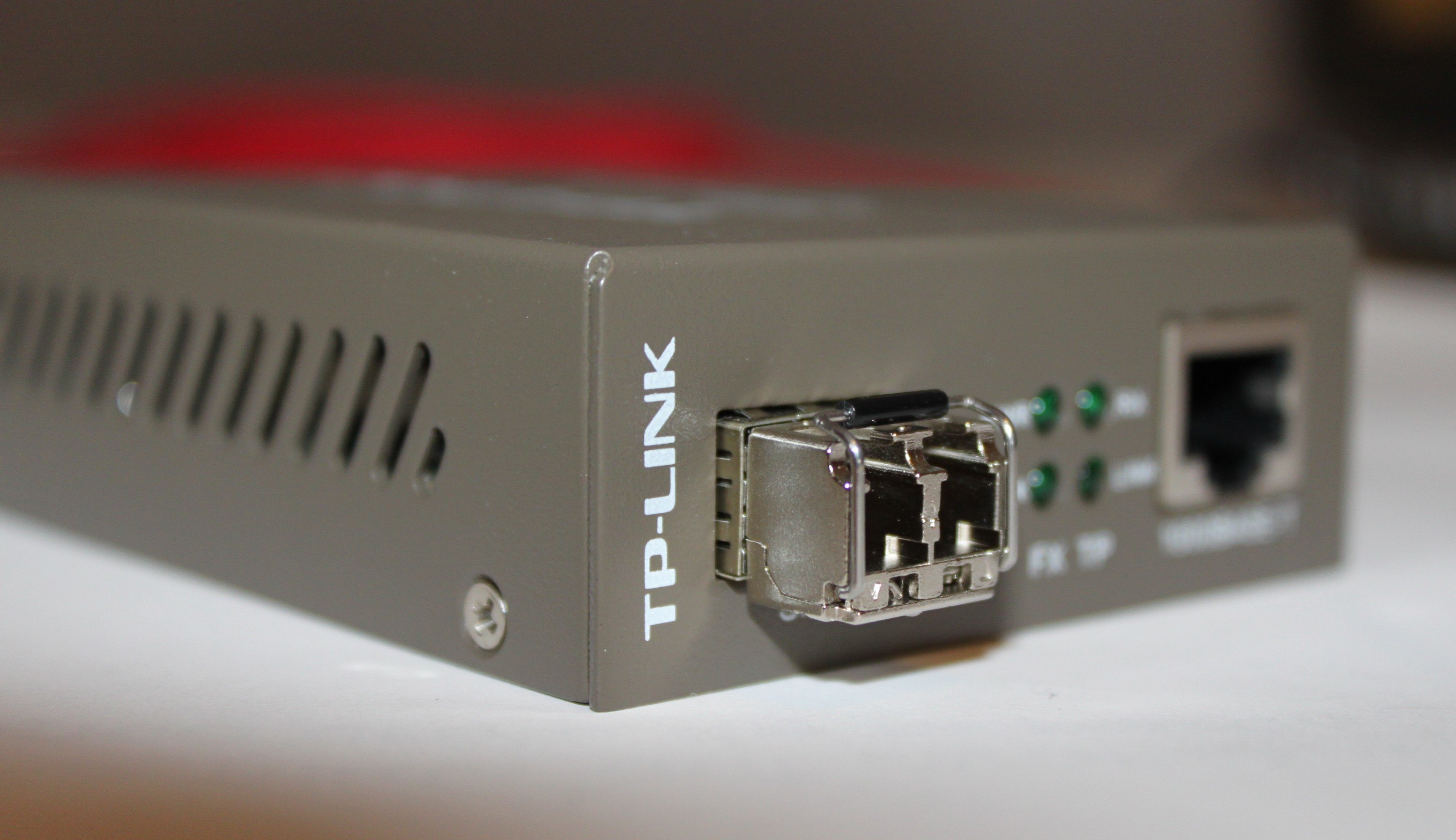
SFP-Modul in einem Medienkonverter von TP-Link

| Typ                       | Wellenlänge              | Reich- weite | Medium                   | IEEE 802.3-Standard / Bemerkungen                                                              |
| ------------------------- | ------------------------ | ------------ | ------------------------ | ---------------------------------------------------------------------------------------------- |
| 1000BASE-SX               | 0850 nm                  | 500 m        | Faserpaar 50 µm/125 µm   | Clause 38                                                                                      |
| 1000BASE-SX               | 0850 nm                  | 220 m        | Faserpaar 62,5 µm/125 µm | Clause 38                                                                                      |
| 1000BASE-LX               | 1310 nm                  | 005 km       | Faserpaar 09 µm/125 µm   | Clause 38                                                                                      |
| 1000BASE-LX10 1000BASE-LH | 1310 nm                  | 010 km       | Faserpaar 09 µm/125 µm   | Clause 59, häufig nur noch "1000BASE-LX"                                                       |
| 1000BASE-EX               | 1310 nm                  | 040 km       | Faserpaar 09 µm/125 µm   | kein IEEE-802.3-Standard, identisch mit -LX mit leistungsfähigerer Optik                       |
| 1000BASE-ZX               | 1550 nm                  | 080 km       | Faserpaar 09 µm/125 µm   | kein IEEE-802.3-Standard, ähnlich -LX, längere Wellenlänge, leistungsfähigere Optik            |
| 1000BASE-EZX              | 1550 nm                  | 120 km       | Faserpaar 09 µm/125 µm   | kein IEEE-802.3-Standard                                                                       |
| 1000BASE-BX10 1000BASE-BX | Down:1490 nm Up: 1310 nm | 010 km       | Einzelfaser 09 µm/125 µm | Clause 59, CWDM mit 1490 nm "downstream" und 1310 nm "upstream" in Richtung des Rechenzentrums |
| 1000BASE-T                | –                        | 100 m        | Twisted Pair Cat-5e      | Clause 40, aufwendige Kodierung im SFP-Modul notwendig                                         |

## Andere Varianten
Neben den normalen SFP-Modulen gibt es auch weiterentwickelte Versionen, welche sich teils auch in der Bauart unterscheiden und wesentlich höhere Übertragungsraten ermöglichen.

### QSFP
Quad Small Form-factor Pluggable (4 Gbit/s, INF-8438)

ist die vierfache Datenrate von SFP. Sie sind für den Einsatz in Singlemode- oder Multimode-Anwendungen verfügbar und können 4 unabhängige Kanäle unterstützen, die einzeln mit bis zu 1,25 Gbit/s pro Kanal übertragen können, um eine kombinierte Gesamtgeschwindigkeit von 4,3 Gbit/s zu erreichen. Aufgrund der technologischen Fortschritte werden diese Optiken jedoch selten eingesetzt.

### SFP+
Enhanced Small Form-factor Pluggable (10 Gbit/s, SFF-8431)

Es ist der Nachfolger von SFP. SFP+ unterstützt Datenraten bis zu 16 Gbit/s und wird insbesondere für 10-Gigabit-Ethernet verwendet. Die Modulgröße ist identisch mit SFP, so dass manche SFP+-Ports auch SFP-Transceiver unterstützen.

### SFP28
Small Form-factor Pluggable 28 (25 Gbit/s, SFF-8402)

SFP28 für bis zu 25 Gbit/s wurde von 100-Gbit-Ethernet abgeleitet, das bisher als 4×25-Gbit/s-Lanes übertragen wird. Mit der gleichen Größe wie SFP und SFP+ unterstützt SFP28 eine Lane mit maximal 28 Gbit/s (25 Gbit/s + Kodierung + Vorwärtsfehlerkorrektur). SFP28 wird außerdem verwendet, wenn ein 100-Gbit-Port auf vier 25-Gbit-Ports aufgeteilt wird (1×QSFP28⇔4×SFP28).

### QSFP+
Enhanced Quad Small Form-factor Pluggable (40 Gbit/s, SFF-8436)

Der QSFP+-Transceiver (Quad = vierfach) ist ein optischer Transceiver für eine maximale Datenübertragung bis 40 GBit/s und soll 4 × 10Gbit/s SFP+ ersetzen. Der Transceiver verfügt über einen eingebauten Mux/Demux und unterstützt vier Multiplex-Kanäle. Diese sind 1271 nm, 1291 nm, 1311 nm und 1331 nm. Der Transceiver verbindet über einen Standard-Port mit 38-pin-Anschluss und besitzt Hot-Plug-Fähigkeit. Dieses ermöglicht dem Systemtechniker Änderungen an der Konfiguration während des laufenden Betriebes. Der Transceiver arbeitet mit einer 3,3-V-Versorgungsspannung.
Kennzahlen:
- 4-CWDM-Kanal-MUX/DEMUX-Design
- bis zu 11,2 Gbit/s pro Wellenlänge
- QSFP+-MSA-kompatibel
- bis zu 100 km Reichweite über SMF
- Duplex-LC- oder MPO-Anschluss
- integrierte Digital-Diagnostic-Funktion
- RoHS-Compliance

### QSFP28
Quad Small Form-factor Pluggable 28 (100 Gbit/s, SFF-8665)

QSFP28 unterstützt vier Lanes zu je 28 Gbit/s und wird für 100-Gigabit-Ethernet verwendet. Manche Ports unterstützen auch eine Aufteilung auf vier Ports mit 25 Gbit/s (Fanout).

### QSFP56
Quad Small Form-factor Pluggable 56 (200 Gbit/s, SFF-8665)
QSFP56 nutzt die gleiche physikalische Spezifikation wie QSFP28, allerdings wird ein anderes Modulationsverfahren verwendet (PAM-4 statt NRZ). Dadurch wird die Steigerung der Bandbreite erreicht. QSFP56 unterstützt 200 Gigabit Ethernet, HDR InfiniBand oder 64G Fibre Channel.

### QSFP-DD
Quad Small Form-factor Pluggable 28 - Double Density (400Gbit/s, INF-8628)

QSFP28-DD unterstützt acht Lanes zu je 56(50) Gbit/s, hat also die doppelte Anzahl Lanes und auch die doppelte Geschwindigkeit. Die Gesamtgeschwindigkeit erhöht sich also auf 400 Gbit/s.